# Mirassol d'Oeste
Mirassol d'Oeste est une municipalité brésilienne située dans l'État du Mato Grosso.